# Tradescanticola
Tradescanticola é um gênero de traça pertencente à família Brachodidae.